# Tunnel de Duingt
Le tunnel de Duingt est un tunnel de France, en Haute-Savoie, sur la commune de Duingt, qui franchit l'extrémité nord du Taillefer. Initialement ferroviaire et emprunté par la ligne d'Annecy à Albertville, il est désormais intégré à la voie verte du lac d'Annecy.